# Cançons infantils (1)
Cançons infantils (1), JW V/16 (en txec Říkadla (1)), són 8 cançons infantils compostes per Leoš Janáček el 1925. Es va estrenar el 26 de desembre de 1925 a Brno.

## Cançons
- 1 Leze krtek podle meze
- 2 Karel do pekla zajel
- 3 Franta rasů, hrál na basu
- 4 Dělám, dělám kázání
- 5 Hó, hó, krávy dó
- 6 Koza bílá hrušky sbírá
- 7 Vášek, Pašek, bubeník
- 8 Frantíku, Frantíku